# Myster
Myster is een historisch merk van motorfietsen.
Myster was een Frans merk dat vanaf 1955 bromfietsen met Lavalette-, Le Poulain- en andere blokjes bouwde.
Tussen 1961 en 1965 werd de productie al beëindigd. Men leverde ook hulpmotoren aan andere merken, waaronder Hoenson in Amsterdam.